# Регуляційні споруди

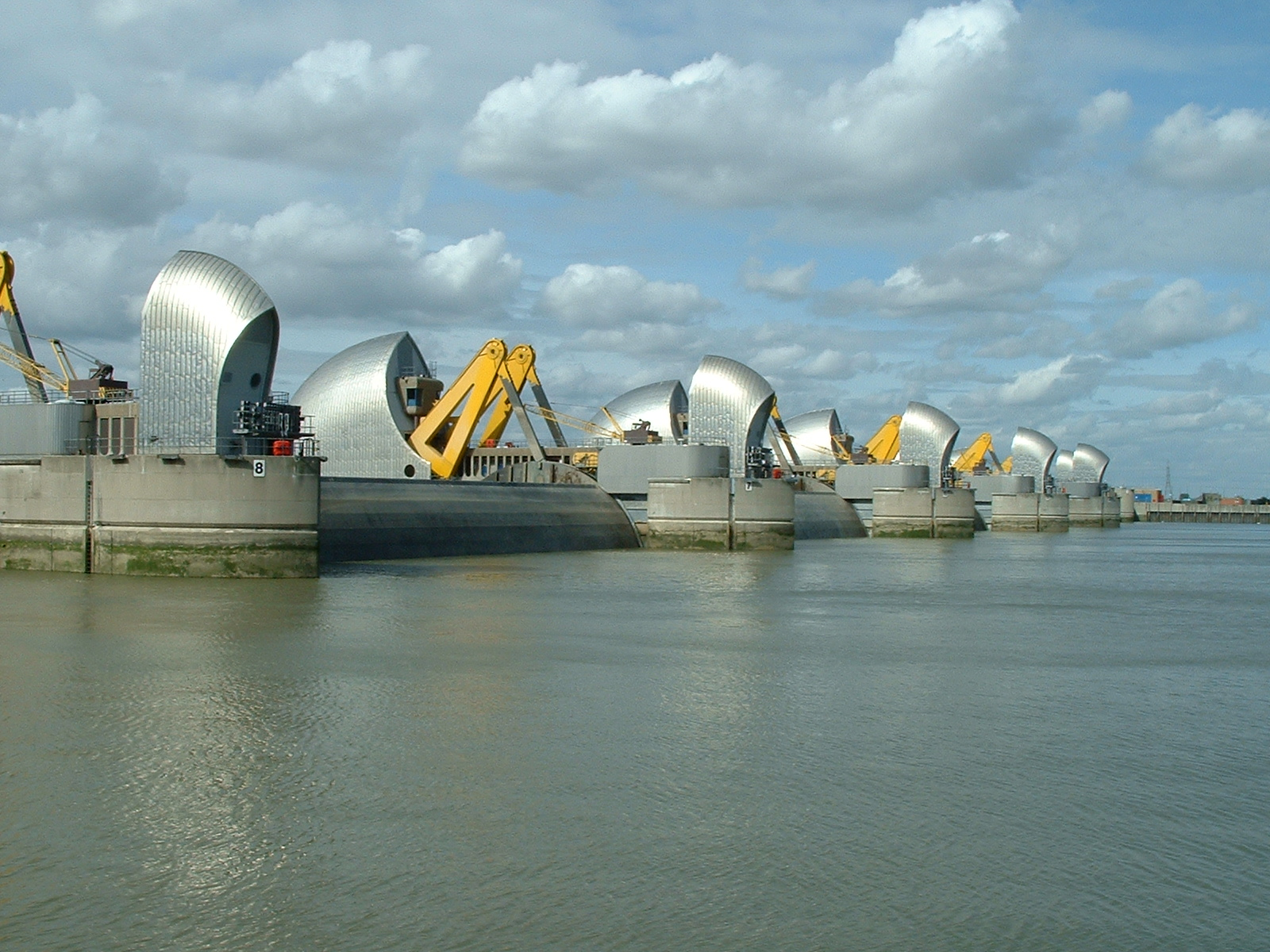
Споруди керування потоком води при повенях на Бар'єрі Темзи у Лондоні

Регуляці́йні спору́ди (англ. river engineering) — гідротехнічні споруди загального призначення, за допомогою яких регулюють (виправляють) русла річок. Спорудами такого типу захищають населені місця, промислові об'єкти й орні землі від затоплення, запобігають руйнуванню берега (берегоукріпні споруди), регулюють рідкий і твердий річковий стік.

## Класифікація
Розрізняють регуляційні споруди

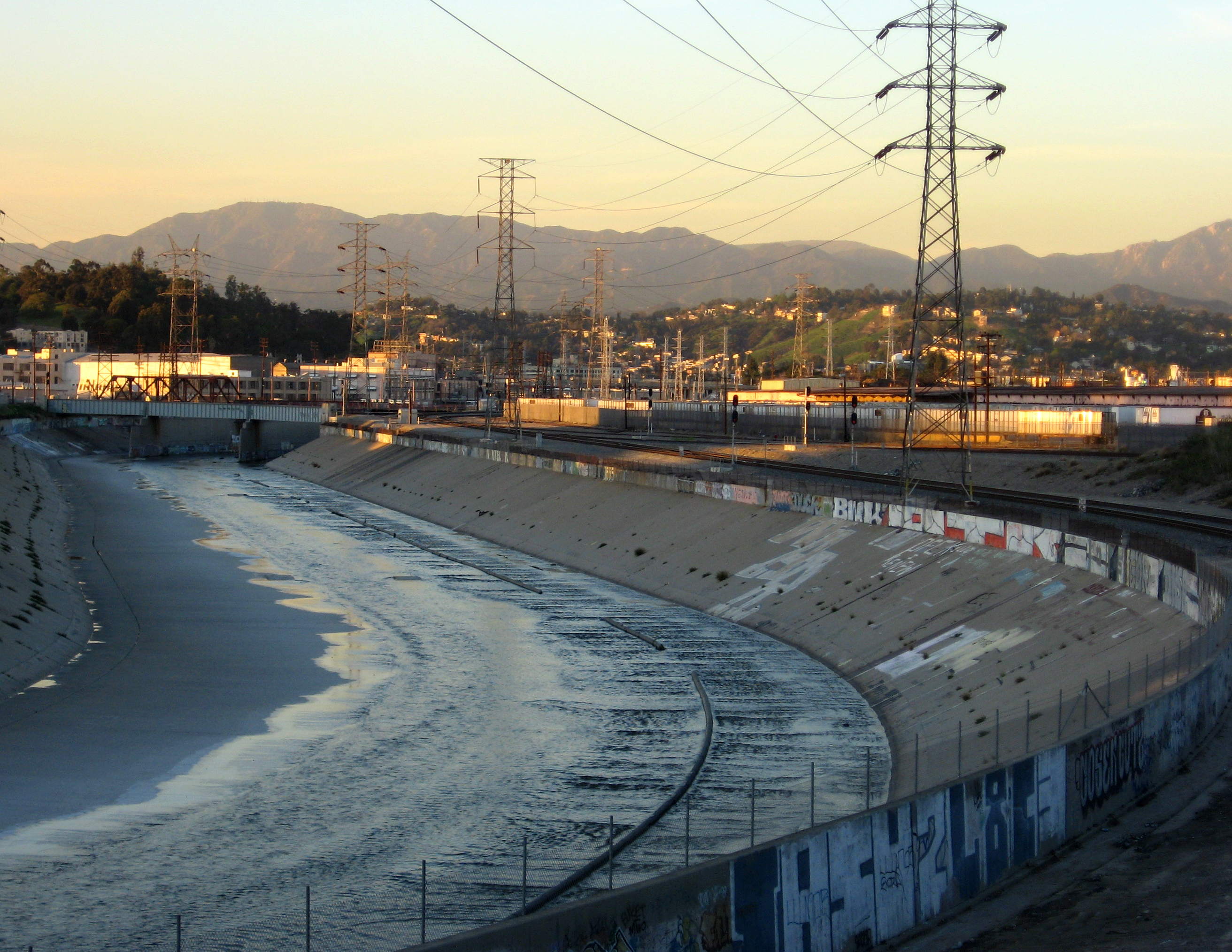
Річка Лос-Анжелес облаштована бетонним руслом та берегами

- постійні (важкого типу) і легкі або тимчасові, які застосовуються періодично, переважно на малих і середніх річках;
- активної дії (вони змінюють структуру водяного потоку — його швидкість, витрату тощо) і дії пасивної, що виконують переважно захисну функцію;
- поздовжні (по відношенню до русла), поперечні й комбіновані;
- залежно від впливу на потік, є суцільні (відхиляють і направляють увесь потік води, що набігає на них) і наскрізні (пропускають через себе частину потоку і викликають перерозподіл витрат, швидкостей й наносів по живому перерізу)[3].

## Конструктивні особливості
Регуляційні споруди (наприклад, дамби, загати, напівзагати, огороджувальні або захисні вали) повинні протистояти підмиванню і руйнівній дії води й льоду та мати достатню гнучкість, що дозволяла б споруді без порушення її цілісності пристосовуватися до деформацій основи. Їх зводять з каменю, бетону, залізобетону, габіонів тощо.
Поперечним перерізам регуляційних споруд зазвичай надається трапецевидна форма. Крутизна напірних і низових граней залежить від матеріалу, з якого будується споруда, і від способу її зведення. При будівництві регуляційних споруд в річках з дном, яке розмивається, в основи споруд вкладаються габіонні матраци товщиною 0,35…0,45 м з випусками їх за межі споруди для захисту основи споруд від підмиву. Габіонні матраци у загат випускаються вниз за течією на довжину, рівну 8…10 висотам споруди і вгору проти течії на 4…5 висот загати. У напівзагат випуски матраців робляться меншими, за винятком матраців, що укладаються під голови бун, де ширина матраців збільшується, а кріплення дна робиться особливо надійним.

### Захисні вали
Захисні вали служать для боротьби із затопленням прибережних територій під час повеневих розливів річок. Вони споруджуються переважно в заплавах річок, мають зазвичай значну, довжину і спрямовані уздовж річки. Захисні вали беруть на себе натиск води лише періодично при підйомі рівня води у річці вище берегів. Вали зводяться зазвичай з місцевих ґрунтів. У поперечному перерізі їм надається трапецевидна форма із закладенням річкових укосів 1 : 2,5…1,3 і заплавних 1:2…1:1,5. Високі захисні вали (з великим напором) зводяться з дотриманням тих же вимог, що і при спорудженні насипних гребель. Гребінь таких валів роблять шириною, достатньою для проїзду автотранспорту, але дороги можуть розташовуватися і на бермах з боку берега. Укоси валів закріплюються дерном, посівом трав або посадкою рослинності. У тих місцях, де можливий підмив валу річкою або заплавною течією, річковий укіс покривається шаром каменю, бетонних плит тощо.

### Виправні споруди
Виправні регуляційні споруди поділяються на важкі (капітальні), розраховані на довготривале використання, і легкі.

#### Важкі (капітальні) регуляційні споруди

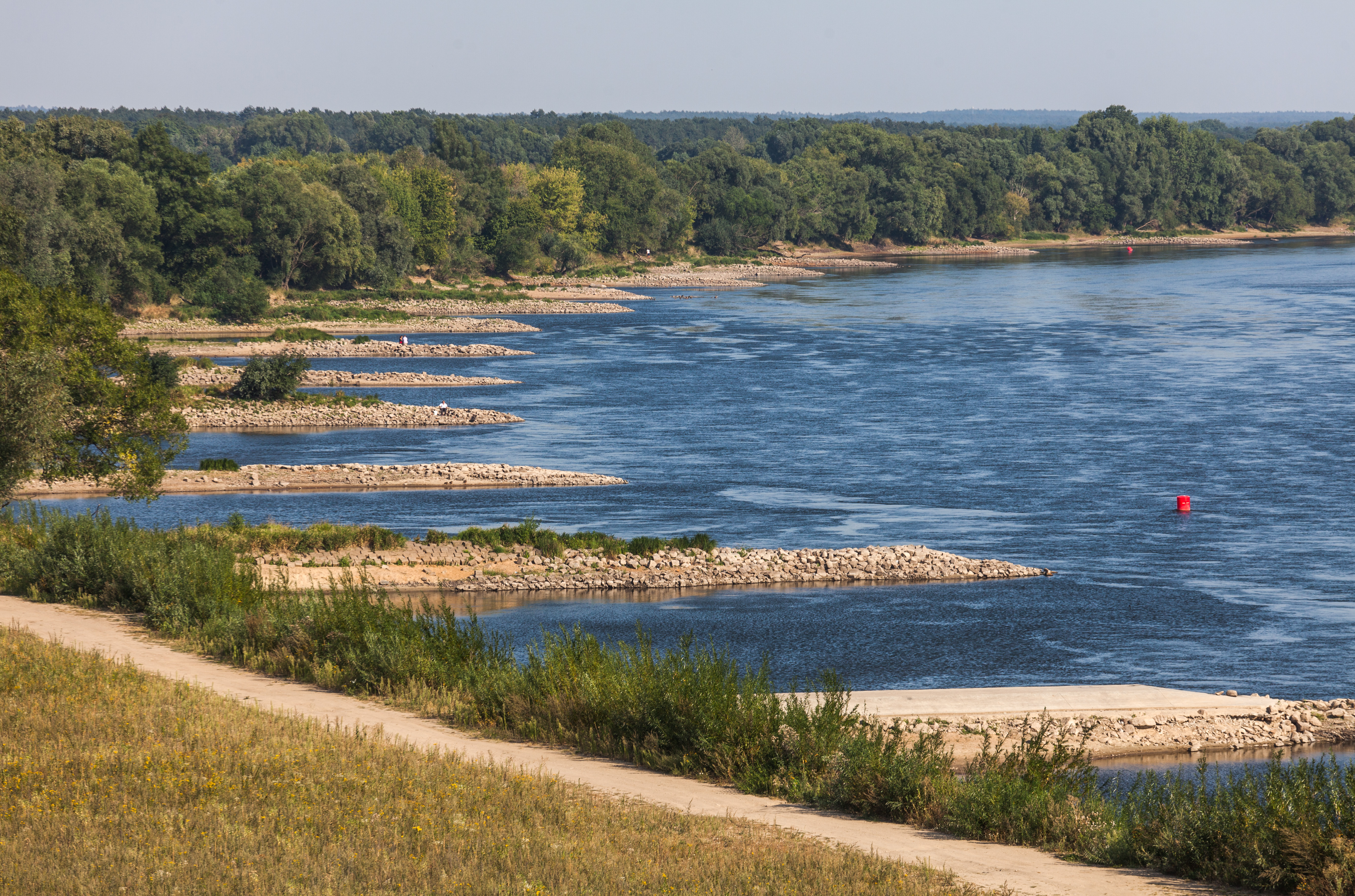
Напівзагати (буни) на Віслі поблизу міста Торунь

До важких споруд належать загати, буни (напівзагати), поздовжні дамби, кольматувальні споруди (замулювачі).
Загати застосовуються для часткового або повного перекриття другорядних рукавів річки в цілях збільшення витрати води у основному руслі. Середня частина загати (від 1/2 до 1/3 від її довжини) робиться горизонтальною. Для підмиву кореневих частин дамби гребінь її поступово підвищується від середньої горизонтальної частини до берегів. Спочатку гребеню надається пологий підйом (1:100…1:300), біля кореневих частин підйом крутіший (1:10…1:25). При розмивних берегах кореневі частини дамби закладаються у схил берега на 5…10 м, а сам береговий укіс надійно зміцнюється.
Напівзагати (буни) спрямовують проти течії під кутом 75-85° до лінії берега. При такому напрямку міжбунний простір краще заповнюється наносами під час проходження повеней і паводків. При суцільному виправленні цілої ділянки річки відстань між бунами приймається від однієї до півтора довжин буни. Річковий кінець буни, що носить назву «голова», піддається сильній дії притискної течії, що виникає при обтіканні буни, і тому робиться особливо міцним. Коренева частина напівзагати закладається у берег також, як і корінь загати. Гребінь буни виконується з ухилом у бік річки 1:10…1:25 біля кореня і 1:100…1:300 на інших ділянках.
Поздовжні дамби служать для спрямування течії, надання провідній кромці виправної траси плавного обрису потрібної кривини або для кращого сполучення збіжних потоків. Гребінь поздовжніх дамб робиться горизонтальним по всій довжині, за винятком кореневої частини, якій надається підйом 1:10…1:25 у бік берега. Довгі поздовжні дамби з'єднуються з берегом, крім кореня, також спеціальними поперечними спорудами — траверсами, що не тільки підвищують міцність поздовжньої дамби, але і викликають збільшення відкладення наносів за греблею при проходженні повеней з рівнями, що перевищують гребінь дамби.
Кольматувальні регуляційні споруди застосовуються для переміщення берегової лінії убік річки (нарощування берега), ліквідації берегових вибоїн, замулення другорядних рукавів річки. Капітальні кольматувальні пристрої споруджуються з 2, 3 або 4 паралельних рядів одиночних паль або кущів паль, по 3 палі у кущі. Палі або кущі розміщуються у шаховому порядку. Можливе застосування залізобетонних паль-оболонок, допускають глибоке закладення. Завдяки великій вазі вони можуть виявитися зручними на річках зі швидкою течією

#### Легкі виправні регуляційні споруди
Легкі виправні регуляційні споруди застосовуються переважно на малих або середніх річках як кольматувальні або для короткочасного виправлення перекатів (на одну-дві навігації). До легких виправних регуляційних споруд належать хворостяні тини, щити, мати, гіллясті загородження, тури, хворостяні завіси, палі, земляні споруди без покриттів.
Тини служать як кольматувальні пристрої чи виконують роль напівзагат, робляться одно — або дворядними, із завантаженням або без завантаження.
Щити тинові або хворостяні — кольматувальні, струменеспрямувальні і наносокеруючі споруди. У тих випадках, коли щити встановлюються на дно, нижню частину щита притискають важкою фашиною або каменем. Наносокеруючі щитові споруди, спрямовуючи донні або поверхневі струмені, створюють циркуляцію течії, завдяки чому донні наноси відхиляються убік. До таких споруд належать різного роду направляючі щити, подвійні щити тощо.
Гіллясті загородження і завіси застосовуються як кольматувальні пристрої. Вони робляться з свіжозрубаних дерев з листям або хвоєю, що встановлюються в потоці комлем догори з баластом, прикріпленим до вершини.
Завіси влаштовуються з хворостяных покривів, занурених або плаваючих на воді.
Тури являють собою сплетені з лози тригранні призми, завантажені каменем, глиною чи дерном; застосовуються вони як водостискальні й наносокеруючі споруди.